# Nights (série de jeux vidéo, Gameloft)
Pour la série de jeux vidéo de Sega, voir Nights (série de jeux vidéo, Sega).
Nights est une série de jeux vidéo de simulation de vie éditée par Gameloft.

## Titres
- 2005 : New York Nights: Success in the City (téléphone mobile, iOS)[1],[2]
- 2006 : Miami Nights: Singles in the City (téléphone mobile, BlackBerry, Nintendo DS)[3],[4],[5]
- 2007 : Las Vegas Nights: Temptations in the City (téléphone mobile, BlackBerry)[6]
- 2008 : Tokyo City Nights (Wii)
- 2009 : Paris Nights (téléphone mobile, BlackBerry)[7]
- 2009 : New York Nights 2 (téléphone mobile, BlackBerry, iOS, Android)[8]
- 2009:  Miami Nights 2: The City is Yours!

## New York Nights: Success in the City
New York Nights: Success in the City est un jeu vidéo d'action-aventure de simulation sorti pour les téléphones mobiles en 2005 et pour l'iPhone en 2009. New York Nights est le premier volet de la série Nights, et présente des graphismes en deux dimensions (2D) et est similaire à la série Les Sims. Une suite, New York Nights 2: Friends For Life, est sortie plus tard pour les téléphones mobiles et Android. 

## New York Nights 2: Friends For Life
Il a été publié en 2008 pour les téléphones mobiles et les appareils Android et iOS. Il s'agit de la suite de New York Nights : Success in the City. 

## Miami Nights: Singles in the City
Miami Nights: Singles in the City est un jeu de simulation de rencontres pour la plate-forme J2ME, la Nintendo DS et le BlackBerry. Il est basé sur la franchise à succès Gameloft Nights pour téléphones mobiles qui a généré plus de 4 millions de téléchargements[réf. nécessaire]. Le jeu est similaire à New York Nights: Success in the City qui fait également partie de la série Nights de Gameloft. 

## Paris Nights
Paris Nights est un jeu de 2008 développé et publié par Gameloft pour la plate-forme J2ME.
Paris Nights a reçu des critiques généralement positives. Pocket Gamer a déclaré : « Dans l'ensemble, c'est très amusant, avec beaucoup de conversations et d'interactions pince-sans-rire et de vastes cartes remplies de visuels colorés. Il y a juste quelques critiques ». Ils ont donné au jeu une note de 8/10.

## Tokyo City Nights
Tokyo City Nights est un jeu vidéo sorti le 4 novembre 2008 au Japon sur Wii (WiiWare) et sur les téléphones mobiles à clavier le 14 novembre 2008. Il s'agit du premier titre japonais de Gameloft.
Le jeu implique des joueurs à la recherche d'un emploi et d'une réussite sociale et amoureuse à Tokyo, au Japon. Il fait partie de la série Nights de Gameloft et, contrairement au reste de la série, présente un style artistique manga.